# Junna Tsukii
Junna Villanueva Tsukii née à Pasay, Philippines le 11 septembre 1991 est une karatéka philippino-japonaise.

## Biographie
Junna Tsukii est née d'une mère philippine et d'un père japonais, Shin Tsukii, ancien karatéka. Elle a deux sœurs et trois frères ; et était âgée de trois ans lorsque sa famille a quitté les Philippines pour le Japon. Elle a étudié le Karaté à l'Université de Takushoku et décide en 2017 de représenter les Philippines.
Elle est sacrée championne d'Asie du Sud-Est en 2019 et remporte son premier titre mondial le 4 mai 2021 durant le Karate1 Premier League de Lisbonne.

## Palmarès
| Année | Compétition            | Lieu         | Résultat | Catégorie         |
| ----- | ---------------------- | ------------ | -------- | ----------------- |
| 2017  | Jeux d'Asie du Sud-Est | Kuala Lumpur | 3e       | Kumite −50 kg     |
| 2017  | Jeux d'Asie du Sud-Est | Kuala Lumpur | 3e       | Kumite par équipe |
| 2018  | Jeux asiatiques        | Jakarta      | 3e       | Kumite −50 kg     |
| 2019  | Jeux d'Asie du Sud-Est | Manille      | 1re      | Kumite −50 kg     |